# Jean Baptiste Antoine Guillemin
Jean Baptiste Antoine Guillemin  (Pouilly-sur-Saône, 20 de janeiro de 1796 — Montpellier, 15 de janeiro de 1842) foi um botânico francês. 